# بازیلیکا قلب مقدس، بروکسل
بازیلیکا قلب مقدس (فرانسوی: Basilique Nationale du Sacré-Cœur‎) یک کلیسای بازیلیکا کاتولیک در بروکسل، بلژیک است.
این کلیسا که در سال ۱۹۷۰ ساخت آن به پایان رسیده‌است دارای ۱۶۴٫۵ متر طول، ۱۰۷٫۸۰ متر عرض، ۸۹ متر ارتفاع، ۳۵۰۰ نفر ظرفیت و یک گنبد به قطر ۳۳ متر است.

## نگارخانه

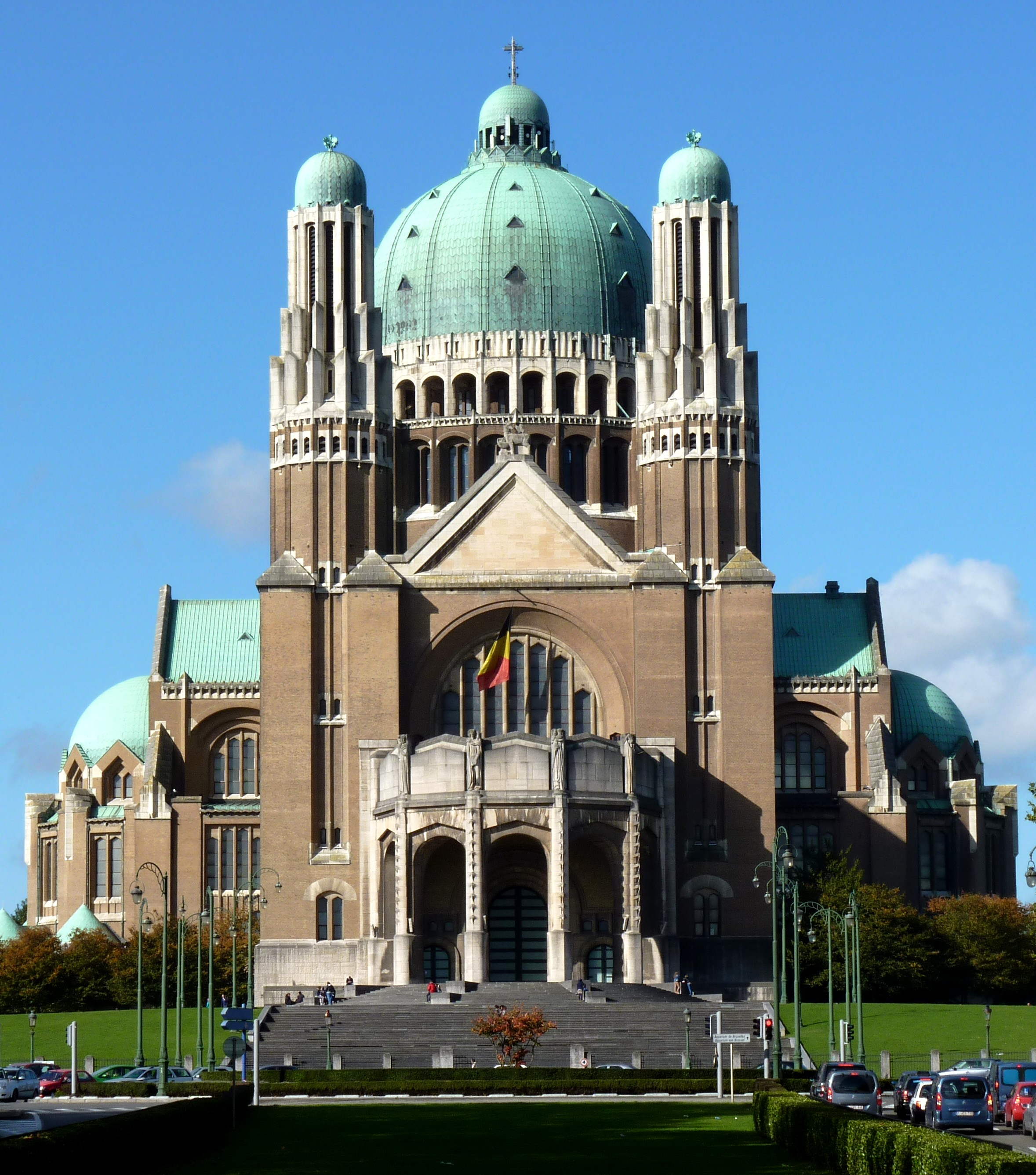
نمای جلو
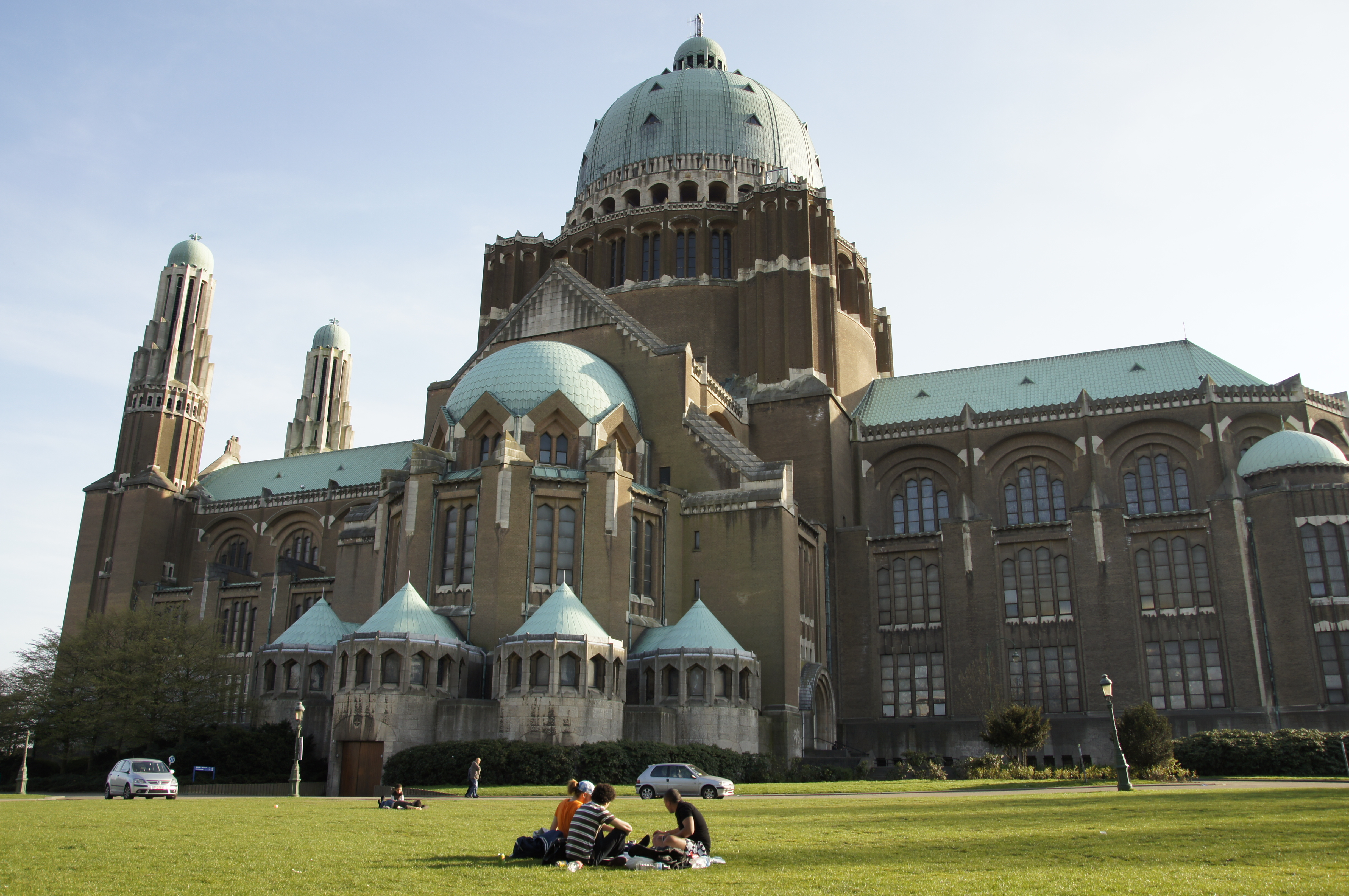
نمای جانبی
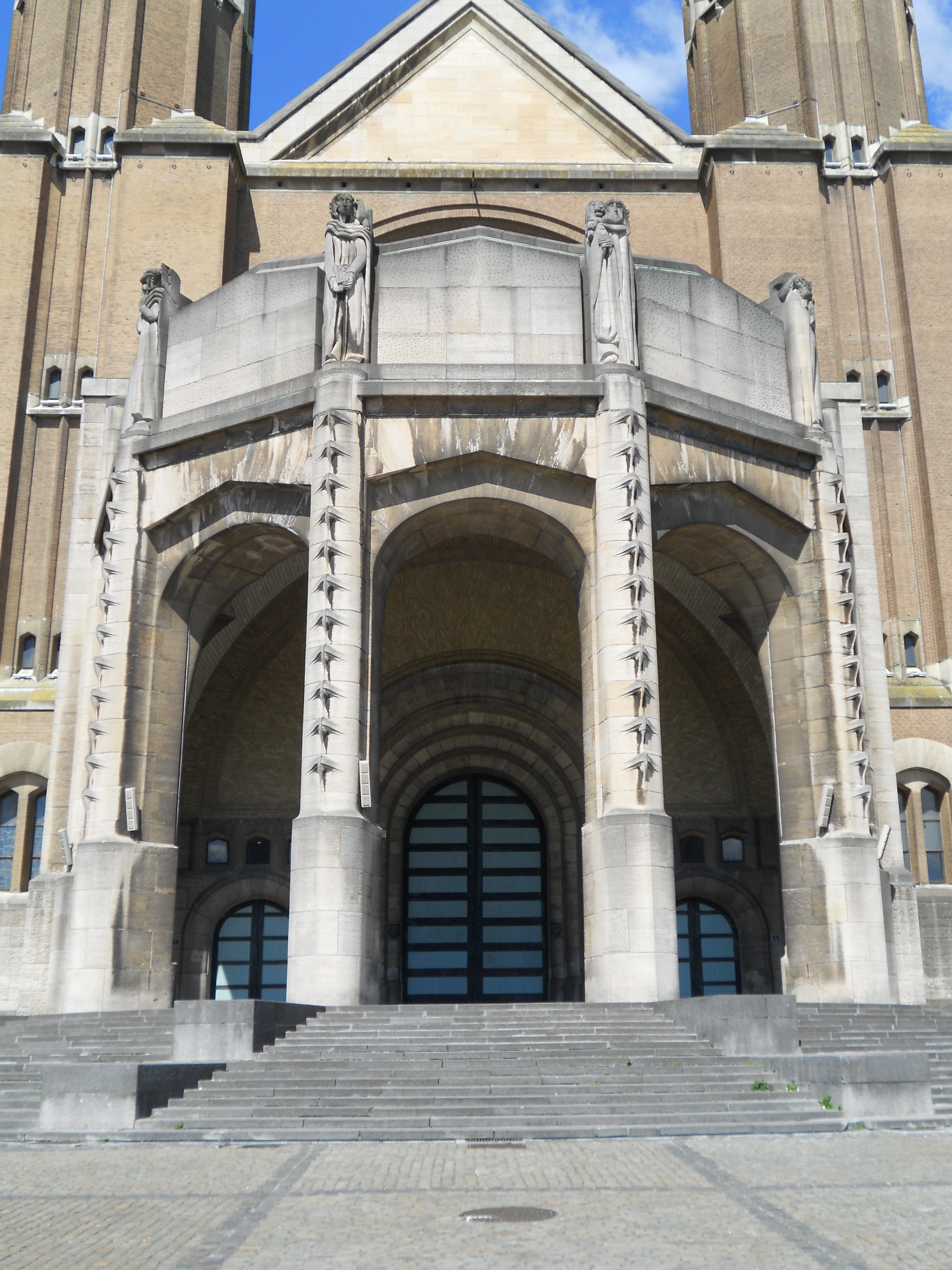
ورودی
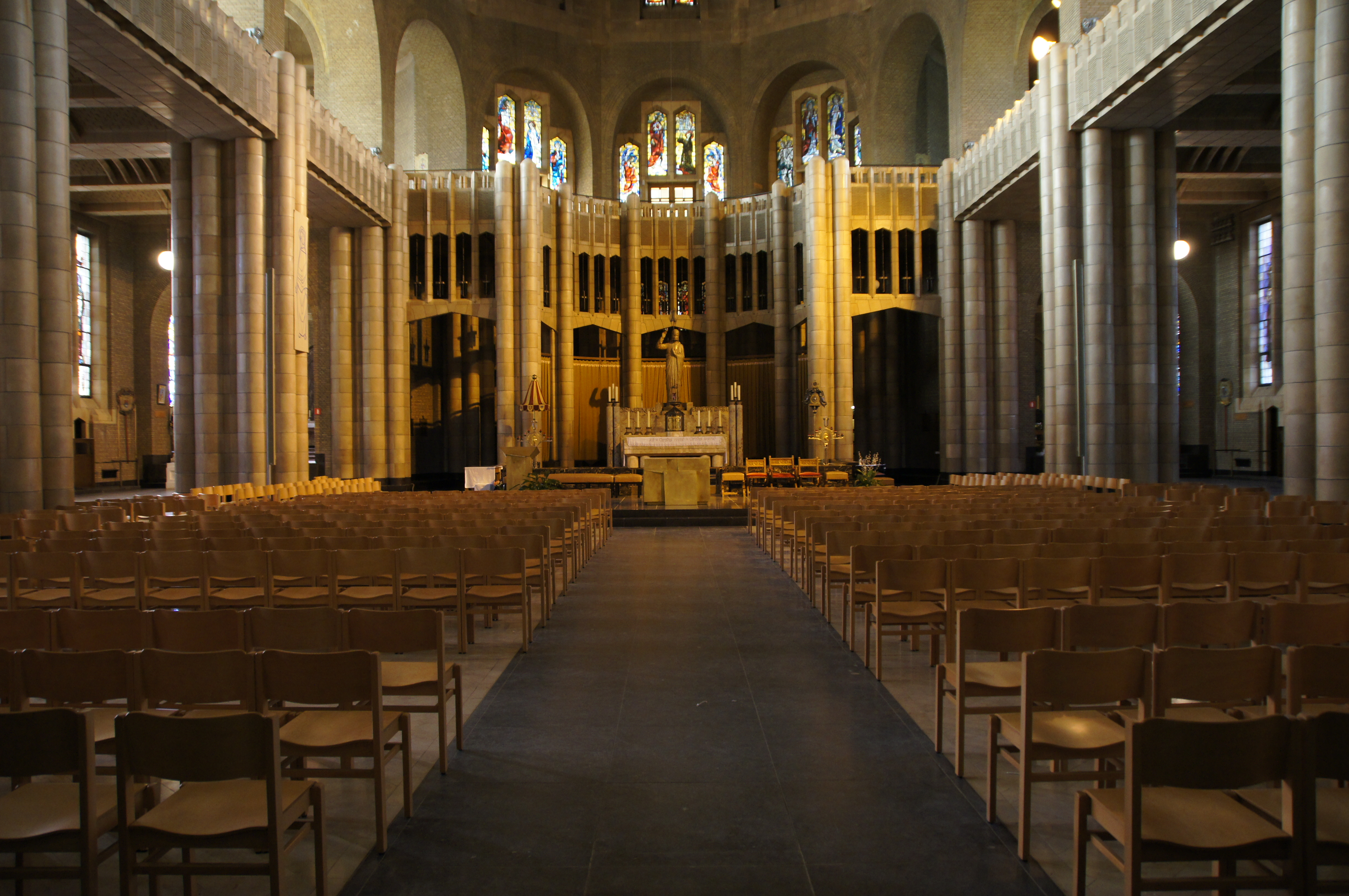
شبستان
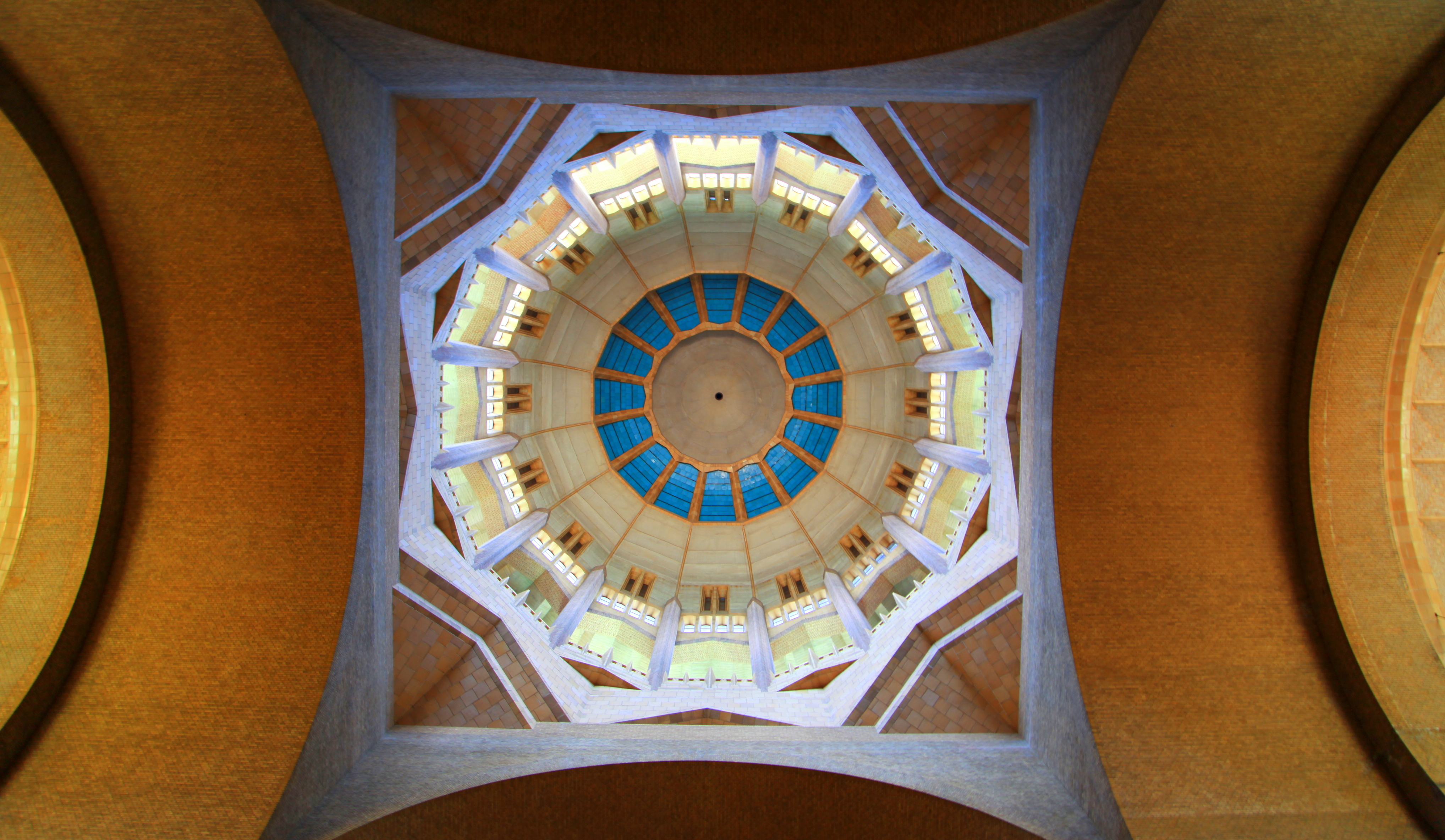
نمای زیرین گنبد